# Метличина (Варненская область)
Метличина (болг. Метличина) — село в Болгарии. Находится в Варненской области, входит в общину Вылчи-Дол. Население составляет 149 человек.

## Политическая ситуация
Метличина подчиняется непосредственно общине и не имеет своего кмета.
Кмет (мэр) общины Вылчи-Дол — Веселин Янчев Василев (независимый) по результатам выборов в правление общины.